# Ectoplasmi!
Ectoplasmi! (Ghost Camp) è il quarantacinquesimo libro della serie horror per ragazzi Piccoli brividi, scritta da R. L. Stine. 
La storia non ha nulla a che vedere con il libro della stessa serie Terrore al campeggio, anche se in originale presentano sempre il titolo "Ghost Camp". 

## Trama
Harry e Alex Altman, due fratelli di rispettivamente dodici e undici anni, vengono mandati ad un campo estivo dai propri genitori: il campeggio "Spirito Lunare". La permanenza al campeggio è piacevole, ma ad un certo punto Harry comincia a notare qualcosa di strano: fanno la loro comparsa strane macchie di una sostanza collosa blu in giro per il campo, e i ragazzi e gli istruttori sembrano essere stranamente immuni al dolore. Ad esempio, la prima sera, dinanzi al grande falò del direttore del campeggio, lo zio Marv, Harry vede la sua amica Lucy infilare la mano nel fuoco per recuperare un würstel che le era caduto dentro senza emettere il minimo gemito, mentre un ragazzo di nome Sam si pianta un paletto da tenda nel piede senza neanche accorgersene (senza alcun dolore né sanguinamento) e un altro ragazzo di nome Joey viene visto levitare ad una spanna al di sopra del suo letto. I compagni di bungalow di Harry, inoltre, sembrano avere gli occhi che brillano nel buio.
Poi, una sera, Lucy prende da parte Harry e gli confessa la verità: tutte le persone del campeggio sono morte tempo fa, e gli attuali occupanti sono i loro fantasmi. Infatti quelle strane chiazze blu si rivelano essere protoplasma, la sostanza prodotta dai fantasmi nell'enorme sforzo per poter apparire umani.
Questi fantasmi hanno bisogno di un corpo umano per andarsene, e visto che Harry ed Alex sono gli unici umani disponibili, hanno intenzione di possedere i loro corpi. Lucy attacca perciò Harry, che però riesce a sconfiggerla e a proteggere così il proprio corpo.
Fuggito dal fantasma, Harry avverte Alex del pericolo, e tutti e due scappano nella foresta; qui, però, vengono inghiottiti da una mostruosa creatura, sbucata dal terreno stesso. Riescono a sconfiggerla, tuttavia, pensando intensamente che lei non esista.
Questo trucco, purtroppo, non funziona con i fantasmi, e i due fratelli vengono catturati. Quando sembra che sia tutto perduto, però, fra gli spettri scoppia una violenta lite per decidere chi abbia il diritto di prendere il possesso dei corpi. Gli spettri finiscono così per eliminarsi del tutto a vicenda, e Harry ed Alex sono liberi di scappare.
Durante la fuga, tuttavia, Harry capisce che c'è qualcosa che non va. Suo fratello, per natura un ottimo cantante, è ora molto stonato mentre canta di felicità. Quando Harry chiede spiegazioni, gli risponde la voce di Elvis McGraw (un amico di Alex) che lo prega di non rivelare a nessuno la sua vera identità promettendogli di non cantare mai più.

## Personaggi
- Harry Altman: il protagonista del racconto. Nota fin da subito che c'è qualcosa che non va nel campeggio "Spirito Lunare".
- Alex Altman: il fratello minore di Harry, per natura un ottimo cantante.
- Lucy: un'amica di Harry conosciuta al campeggio, si rivela essere un fantasma.
- Elvis McGraw: un amico di Alex, conosciuto al campeggio, anch'egli si rivela essere un fantasma. Nel finale riesce ad impossessarsi del corpo di Alex, promettendo ad Harry di non cantare più (essendo molto stonato) qualora egli non rivelasse la sua vera identità.
- Sam: un compagno di bungalow di Harry, anch'egli si rivela essere un fantasma.
- Joey: un compagno di bungalow di Harry, anch'egli si rivela essere un fantasma.
- Zio Marv: il direttore del campeggio "Spirito Lunare", anch'egli si rivela essere un fantasma.
- Chris: uno degli assistenti del campeggio "Spirito Lunare", anch'egli si rivela essere un fantasma.

## Copertina
La copertina, realizzata da Tim Jacobus, rappresenta un gruppo di sei campeggiatori di cui i primi cinque sono invisibili (si notano solo gli indumenti e le scarpe) e una ragazza dai capelli biondi, come ultima della fila. Anche in questo caso, la copertina non rispecchia la trama del racconto visto che i protagonisti sono due ragazzi e non una ragazza. Inoltre, le divise dei campeggiatori in copertina sono arancioni, mentre nella storia sono bianche.

## Edizioni
- R. L. Stine, Ectoplasmi!, traduzione di Cristina Scalabrini, collana Piccoli brividi, Arnoldo Mondadori Editore, 1998,  p. 143, ISBN 88-04-45487-3.